# 欽ちゃんのドーンと24時間
『欽ちゃんのドーンと24時間』（きんちゃんのドーンとにじゅうよじかん）は、フジテレビが1977年4月8日（金曜） 6:20から同年4月9日（土曜） 2:30まで放送した番組のほとんどに萩本欽一を出演させた企画である。

## 概要
フジテレビが春の交通安全キャンペーンを兼ねて行った企画で、当時同局の『オールスター家族対抗歌合戦』や『欽ちゃんのドンとやってみよう!』にレギュラー出演していた萩本に白羽の矢が立った。萩本は、フジサンケイグループのラジオ局であるニッポン放送が年に1回行っている『ラジオ・チャリティー・ミュージックソン』で既に長時間番組を経験していた。この「フジテレビの1日分の番組に出演する」企画は、1975年5月2日に『小川宏ショー』の小川宏が出演する『5・2小川宏のテレビアタック24時間!!』以来である。
名目上は当日にフジテレビが放送した番組の全てに出演ということになっていたが、萩本が実際に出演したのは生放送のワイドショーや『ひらけ!ポンキッキ』などのビデオ収録番組が主で、外注制作番組のフィルム撮影によるテレビ映画に関しては疎らで、『あかんたれ』にはゲスト出演した一方、『怪人二十面相』にはゲスト出演が無かった。ミニ番組に関しては、番宣スポットには出演していたが、アナウンサーのみで進行する報道番組には出演しなかった。『プロ野球ニュース』における前日放送分の再放送（本放送は出演していた）も内容の性質上、出演対象外とされたため、テストパターンを含んだ11番組への出演は行われなかった。テレビアニメである『てんとう虫の歌』や『科学忍者隊ガッチャマン』の再放送に関しては前後枠に退避する形で出演。ガッチャマンの場合は番組開始時に萩本が登場し、「♪ガッチャマーン、みんなで見よう。」と言ってからアニメの放送を開始するという形で出演していた。一方で当日の夕方と深夜には、本企画のみのオリジナル特別番組として『欽ちゃんのドーンと1/24』や『欽ちゃんのミッドナイトショー』を放送した。
本企画はフジテレビの回顧番組に取り上げられることがなく、他局の番組である『TVジェネレーション』（TBS）に萩本がゲスト出演した際に、視聴者からの要望によって彼が本企画の一環で『あかんたれ』にゲスト出演した回の映像が流された程度である。

## 本企画の対象番組
| 開始時刻 | 番組名                                  | 当時の主な出演者                             | 備考                                                                     |
| -------- | --------------------------------------- | -------------------------------------------- | ------------------------------------------------------------------------ |
| 6:20     | テストパターン                          |                                              |                                                                          |
| 6:25     | おはよう!フジテレビです                 |                                              | 番宣番組                                                                 |
| 6:33     | 朝の天気予報                            |                                              |                                                                          |
| 6:38     | プロ野球ニュース                        | 佐々木信也                                   | 内容は前日放送分の再放送                                                 |
| 7:10     | フジテレビ番組ハイライト                |                                              | 番宣番組                                                                 |
| 7:15     | FNNテレビ朝刊                           |                                              |                                                                          |
| 7:30     | ママとあそぼう!ピンポンパン             | 酒井ゆきえ、坂本新兵、金森勢                 |                                                                          |
| 8:00     | ひらけ!ポンキッキ                       | 石井幹子、ガチャピン、ムック、劇団東京乾電池 |                                                                          |
| 8:30     | あつまれ!チビッコ劇場 てんとう虫の歌    | 声：松島みのり、岡本茉莉、安原義人、大平透   | 再放送                                                                   |
| 9:00     | 奥さまスタジオ 小川宏ショー             | 小川宏、三上彩子、露木茂                     |                                                                          |
| 10:30    | 料理の窓                                |                                              |                                                                          |
| 10:45    | 赤ちゃん百科                            |                                              |                                                                          |
| 11:00    | リビング11                              |                                              |                                                                          |
| 11:50    | サンケイテレニュースFNN                 |                                              |                                                                          |
| 12:00    | やりくりクイズ30万に挑戦                | 長谷川肇、キャシー中島                       |                                                                          |
| 13:30    | あかんたれ                              | 志垣太郎、土田早苗、中村玉緒、小山明子       | 東海テレビ制作昼の帯ドラマ                                               |
| 14:00    | リビング2                               |                                              |                                                                          |
| 14:40    | フジテレビ番組ハイライト                |                                              | 番宣番組                                                                 |
| 14:45    | FNN奥さまニュース                       |                                              |                                                                          |
| 15:00    | 3時のあなた                             | 扇千景、逸見政孝                             |                                                                          |
| 15:55    | ほかほか家族                            | 高村章子、塚田正昭、戸部光代                 | 作品解説役としての出演なのかアニメキャラクターとなっての出演なのかは不明 |
| 16:00    | 欽ちゃんのドーンと1/24                  | 萩本欽一                                     | 本企画のみで放送のオリジナル特番                                         |
| 16:55    | サンケイテレニュース                    |                                              |                                                                          |
| 17:00    | ママとあそぼう!ピンポンパン             | 酒井ゆきえ、坂本新兵、金森勢                 | 再放送                                                                   |
| 17:30    | ひらけ!ポンキッキ                       | 石井幹子、ガチャピン、ムック、劇団東京乾電池 | 再放送                                                                   |
| 18:00    | こども映画劇場 科学忍者隊ガッチャマン   | 声：森功至、佐々木功、杉山佳寿子、大平透     | 再放送                                                                   |
| 18:30    | FNNニュース6:30                         | 今井彬                                       |                                                                          |
| 19:00    | 怪人二十面相                            | 内田勝正、南條豊、川崎麻世、三谷晃代         |                                                                          |
| 19:30    | クイズグランプリ                        | 小泉博                                       |                                                                          |
| 19:45    | スター千一夜                            | 関口宏                                       |                                                                          |
| 20:00    | 金曜ファミリーアワー 紅白ものまね歌合戦 | あのねのね、坂上二郎                         | 『金曜ファミリー』第1回                                                  |
| 21:00    | ゴールデン洋画劇場 明日に向って撃て!    | 解説：高島忠夫、吹替：近藤洋介               | 高島とともに解説役を担当                                                 |
| 23:00    | FNNニュースレポート23:00                |                                              |                                                                          |
| 23:15    | プロ野球ニュース                        | 佐々木信也                                   |                                                                          |
| 23:55    | 欽ちゃんのミッドナイトショー 1          | 萩本欽一                                     | 本企画のみで放送のオリジナル特番                                         |
| 1:05     | 欽ちゃんのミッドナイトショー 2          | 萩本欽一                                     | 本企画のみで放送のオリジナル特番                                         |
| 2:30     | あすの天気                              |                                              |                                                                          |

## 参考資料
- 日刊スポーツ 1977年4月8日（金）
- サンケイ新聞[どれ?]